# Eressa musa
Eressa musa är en fjärilsart som beskrevs av Swinhoe. Eressa musa ingår i släktet Eressa och familjen björnspinnare. Inga underarter finns listade i Catalogue of Life.